# Relações entre China e Iraque
As relações entre China e Iraque referem-se a relação bilateral entre a China e o Iraque. As relações entre os dois países continuam muito próximas e amigáveis.

## História
As relações entre o Iraque e a China foram estabelecidas após a revolução iraquiana de 1958, que derrubou a monarquia e estabeleceu uma república. As relações entre os dois países foram formalmente estabelecidas em 25 de agosto de 1958.  Durante a década de 1960, as relações entre ambos seriam reforçadas, já que o Iraque havia comprado muitas armas soviéticas e chinesas durante a Guerra dos Seis Dias e a Guerra do Yom Kipur com Israel. Porém também durante este período houve caos uma vez que o governo iraquiano tinha passado por vários golpes militares e tentativas de golpes. Em 1971, o Iraque apoiou a candidatura da China para um assento permanente nas Nações Unidas e votou a favor de admitir Pequim e substituir Taipei.  Durante a Guerra Irã-Iraque de 1980 a 1988, a China foi um dos principais fornecedores a todos os lados na guerra. De fato, a China jogou em ambos os lados durante a guerra e tinha enviado armas para o Irã e para o Iraque. 
Durante a Guerra do Golfo Pérsico de 1991, a China condenou a invasão do Kuwait pelo Iraque e apoiou fortemente a ação militar da Coalizão. Mas depois da Guerra do Golfo, a China foi descoberta por oficiais estadunidenses estar violando as resoluções das Nações Unidas sobre a Guerra do Golfo e que a China estava começando a rearmar o Iraque. 

### História recente
A China se opôs fortemente a Guerra do Iraque em 2003 e, juntamente com a França, a Alemanha e a Rússia haviam condenado fortemente a invasão e ocupação e solicitado pela retirada de todas as forças do país. Os quatro países uniram-se contra os Estados Unidos e o Reino Unido e recusaram-se a contribuir com quaisquer tropas para o Iraque, a menos que houvesse um mandato das Nações Unidas.  Apesar da oposição à invasão  e à ocupação estadunidense do país, a China emergiu como um dos maiores vencedores dos contratos de petróleo iraquiano. Empresas chinesas e russas surgiram como as maiores vencedoras nas licitações para o petróleo do Iraque. As empresas chinesas estavam dispostas a operar com contratos baseados em taxas de 20 anos, que ofereciam menores margens de lucro do que as empresas ocidentais desejavam. 
Em 2013, a China comprou quase metade da produção de petróleo iraquiana, aproximadamente 1,5 milhão de barris por dia. 